# محمد شریف‌رازی
آیت الله محمد شریف رازی ، عالم شیعه قرن چهاردهم و پانزدهم قمری بود. او شاگرد سید روح‌الله خمینی، سید شهاب‌الدین مرعشی نجفی و سید محمدرضا گلپایگانی بود. او کتاب‌های زیادی نوشته که مشهورترین آن گنجینه دانشمندان است.

## زندگینامه
شیخ محمد شریف رازی در رمضان ۱۳۴۰ قمری در ری متولد شد. او تا سیزده سالگی نزد پدرش پرورش یافت اما در سال ۱۳۵۳ قمری پدرش را از دست داد و مجبور شد همراه تحصیل، به کار مشغول شود. او در هفده سالگی به قم مهاجرت کرد و به تحصیل پرداخت.
شیخ محمدشریف رازی، در ۳ شعبان ۱۴۱۶ قمری سکته کرد و در ۱۴۲۱ قمری در ۷۹ سالگی درگذشت. محل دفن وی قبرستان شیخان قم می‌باشد.</ref>

## تألیفات
شریف رازی بیش از هر چیز به عنوان یک تراجم نگار معروف می باشد و مهمترین اثر وی گنجینه دانشمندان در 9 جلد و آثار الحجه در 2 جلد است که پیرامون تاریخ حوزه علمیه قم و شخصیت های روحانی جهان تشیع است. آثار وی بدین قرار است:
- رساله‌ای درباره امامزاده داود تهران.
- مقدمه و تعلیقات تنزیه القمیین شیخ ابوالحسن عاملی.
- رساله التقوی و ما ادریک ما التقوی.
- زندگانی حضرت عبدالعظیم حسنی و امامزادگان مجاورش.
- آثار الحجه یا دائرةالمعارف حوزه علمیه قم.
- بستان‌الرازی در علم کلام و فقه و اخلاق به زبان عربی.
- چرا شیعه شدم؟ در اثبات حقانیت مذهب تشیع.
- تحفه قدسی در علائم ظهور حضرت مهدی.
- ترجمه جلد سوم الکنی و الالقاب.
- ترجمه درالثمین.
- تعلیقات و اخراج مصادر وسائل الشیعه.
- علیقات اجازات بحارالانوار.
- تعلیقات و اخراج مصادر مکاتیب الائمه.
- رساله برهان.
- زندگی آیت‌الله سید ابوالقاسم کاشانی.
- گنجینه دانشمندان.
- ترجمه جلد ششم الغدیر.
- ترجمه پنج جلد از تفسیر شریف مجمع البیان.
- کربلایی کاظم حافظ کل قرآن.
- شرح زندگانی و مشایخ و اساتید شیخ محمد حسین نجفی عاملی.
- اختران فروزان ری و تهران.
- توتیای نظر.
- کرامات الصالحین.[۵]